# 矢部又吉
矢部 又吉（やべ またきち、1888年（明治21年）2月 - 1941年（昭和16年）3月24日）は、明治末期から昭和初期にかけて横浜で活躍した建築家。川崎銀行をはじめとした銀行建築を多く手がけたことで知られる。

## 経歴
1888年建築請負人の矢部国太郎の子として横浜市元町に生まれる。立教中学、工手学校（現在の工学院大学）建築科を卒業後、妻木頼黄のもとで設計に携わる。その後、1906年にドイツに渡り、シャルロッテンブルク工科大学（現在のベルリン工科大学）建築科で学びながら、日本でも活躍したドイツ人建築家ゼールに師事した。
1911年（明治44年）に帰国し、父・国太郎の跡を継ぎ、横浜市内に建築設計事務所（日本庭園会社）を開設した。川崎財閥のひとつの日本火災等の重役を務めた早川鉄冶の長女・富見と結婚した縁もあり、川崎財閥系の建築物を多く手がけた。建築業のかたわら、理研重工業などの重役も務めた。
1941年に逝去。享年53。墓所は青山霊園。

## 主な作品

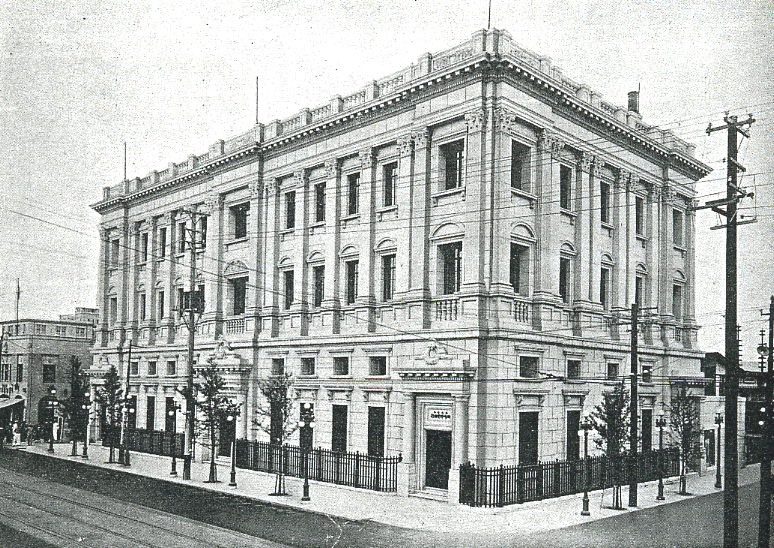
旧川崎銀行本店（『建築雑誌』より）

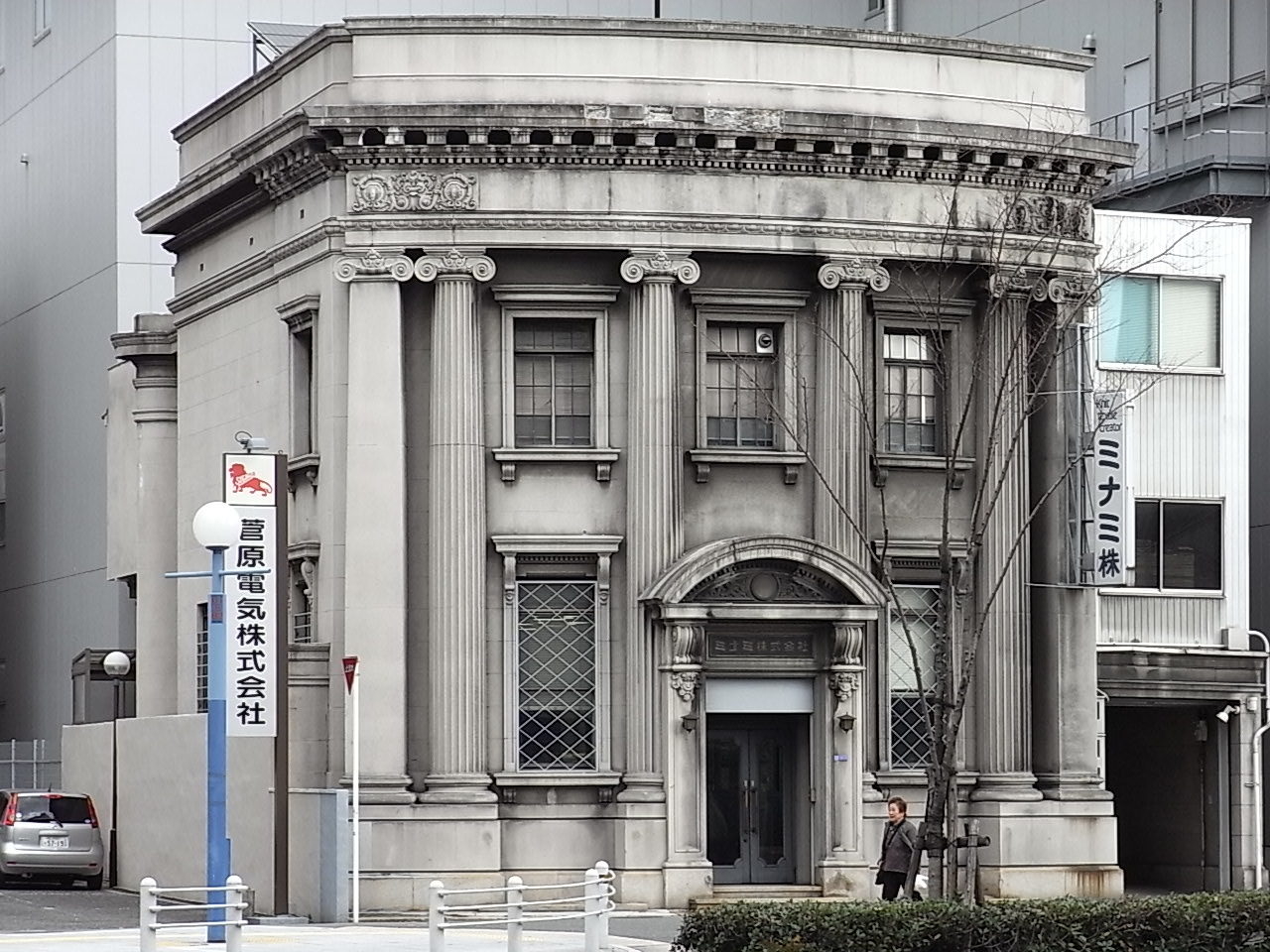
旧川崎貯蓄銀行福島出張所

- 川崎銀行佐倉支店（1918年、佐倉市、現 佐倉市立美術館、高層ビルに覆われるように保存）
- 川崎銀行横浜支店（1922年、横浜市、現 損保ジャパン日本興亜横浜馬車道ビル、ファサード保存）
- 川崎銀行千葉支店（1927年、千葉市、現 千葉市美術館、ファサード保存）
- 川崎銀行本店（1927年、東京都、1986年解体後、外壁の一部は明治村に移築）
- 川崎貯蓄銀行大阪支店（1931年、大阪市、矢部又吉の設計と推定、現 堺筋倶楽部・アンブロシア）
- 第百銀行横浜支店（1934年、横浜市、旧東京三菱銀行横浜中央支店、現在はマンションに改築しファサード保存）
- 川崎貯蓄銀行福島出張所（1934年、大阪市、現 ミナミ株式会社大阪事務所、国の登録有形文化財）
- ストロングビル（1937年、横浜市、2007年に解体、跡地に建設されたホテルに外観のみ復元）